# Nello Baglini
Nello Baglini (Pisa, 20 ottobre 1907 – Firenze, 6 aprile 1999) è stato un imprenditore italiano.
Industriale nel settore degli inchiostri per stampa, venne eletto presidente della Fiorentina nell'aprile 1965, rilevando una società con un passivo di 800 milioni di lire. Sotto la sua presidenza la squadra viola fu campione d'Italia, con Bruno Pesaola in panchina nel 1968-1969, vincendo anche una coppa Italia e una Mitropa Cup. Baglini lasciò la presidenza della Fiorentina nel 1971, continuando tuttavia ad interessarsi della società. Fondò inoltre il primo Viola Club.